# Saint-Martin-du-Clocher
Pour les articles homonymes, voir Saint-Martin.
Saint-Martin-du-Clocher est une commune du Sud-Ouest de la France située dans le département de la Charente, en région Nouvelle-Aquitaine.
Ses habitants sont les Martiniens et les Martiniennes.

## Géographie

### Localisation et accès
Saint-Martin-du-Clocher est une commune du Nord-Charente située à 5 km au nord-ouest de Ruffec et 46 km au nord d'Angoulême.
Le bourg de Saint-Martin est aussi à 8 km au nord-est de Villefagnan, 9 km au sud de Sauzé-Vaussais. Il est aussi à 2,5 km du département des Deux-Sèvres et 5 km de la Vienne. Niort est à 56 km et Poitiers à 60 km.
Elle est à l'écart des grands axes de communication, mais proche de la RN 10 entre Angoulême et Poitiers que l'on doit traverser pour rejoindre Ruffec et qui passe à 3 km à l'est. La D 26, route de Ruffec à Sauzé, traverse l'ouest de la commune. La D 180 et la D 305 desservent le bourg.
La gare la plus proche est celle de Ruffec, desservie par des TER et TGV à destination d'Angoulême, Poitiers, Paris et Bordeaux.
La LGV Sud Europe Atlantique traversera la commune en 2017.

### Hameaux et lieux-dits
Les principaux hameaux sont Lombonnière à l'ouest, et Villeborde au nord. Ceux de Monjandon, la Pironne et les Molles entourent le bourg.

### Communes limitrophes
|                  | Londigny                | Montalembert (Deux-Sèvres) |
| Montjean         | Saint-Martin-du-Clocher | Les Adjots                 |
| Villiers-le-Roux | La Chèvrerie            | Bernac                     |

### Géologie et relief
Géologiquement, la commune est dans le calcaire du Jurassique du Bassin aquitain, comme tout le Nord-Charente. Plus particulièrement, le Bathonien occupe la surface communale, avec du Callovien à l'extrême sud. Le plateau est toutefois recouvert par des altérites sous forme d'argile à silex, dépôts du Cénozoïque,,.
Le relief de la commune est celui d'un plateau assez uniforme, d'une altitude moyenne de 130 m. De nombreux gouffres sous forme de dolines parsèment ce plateau. Le point culminant est à une altitude de 152 m, situé sur la limite départementale à l'extrême nord-est. Le point le plus bas est à 103 m, situé le long de la Péruse sur la limite sud. Le bourg de Saint-Martin, sur le flanc de la vallée, est à 120 m d'altitude.

### Hydrographie

#### Réseau hydrographique

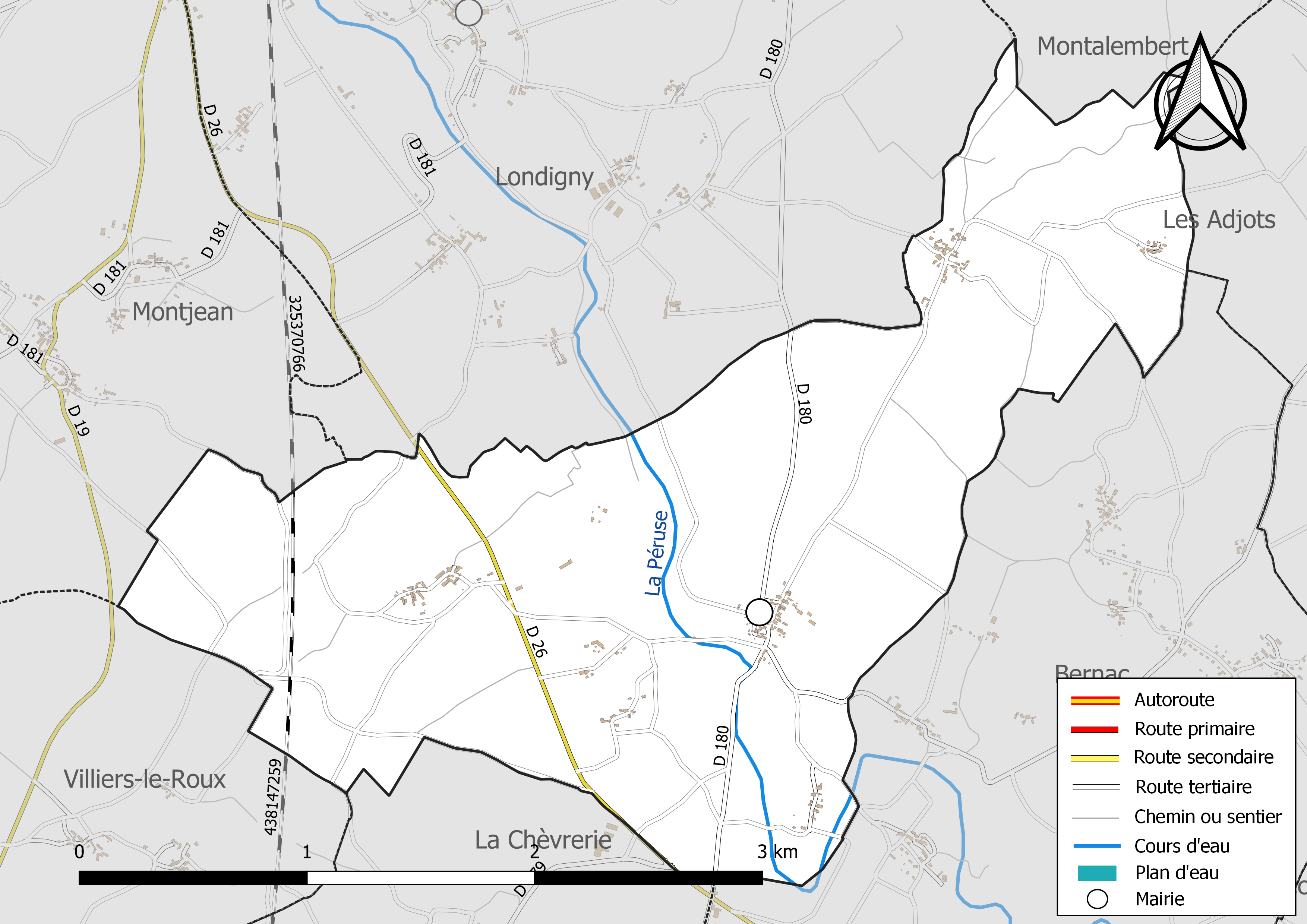
Réseaux hydrographique et routier de Saint-Martin-du-Clocher.

La commune est située dans le bassin versant de la Charente au sein du Bassin Adour-Garonne. Elle est drainée par le Péruse, de,.
La commune est traversée en son centre par la Péruse (ou Péruze), affluent de la Charente, qui a souvent des assecs durant l'été malgré la politique de gestion de l'eau mise en place par la préfecture.
À noter que, déjà au début du XXe siècle, dû au terrain karstique, ce ruisseau se perdait aux environs du bourg et que, à partir de cet endroit, son lit était complètement à sec, sinon après de longues périodes de pluie.

#### Gestion des eaux
Le territoire communal est couvert par le schéma d'aménagement et de gestion des eaux (SAGE) « Charente ». Ce document de planification, dont le territoire correspond au bassin de la Charente, d'une superficie de 9 300 km2, a été approuvé le 19 novembre 2019. La structure porteuse de l'élaboration et de la mise en œuvre est l'établissement public territorial de bassin Charente. Il définit sur son territoire les objectifs généraux d’utilisation, de mise en valeur et de protection quantitative et qualitative des ressources en eau superficielle et souterraine, en respect des objectifs de qualité définis dans le troisième SDAGE  du Bassin Adour-Garonne qui couvre la période 2022-2027, approuvé le 10 mars 2022.

### Climat
Comme dans les trois quarts sud et ouest du département, le climat est océanique aquitain, légèrement dégradé au nord du département aux abords du seuil du Poitou.

### Végétation
Ses 700 hectares sont pour plus d'un tiers recouverts de bois.

## Urbanisme

### Typologie
Au 1er janvier 2024, Saint-Martin-du-Clocher est catégorisée commune rurale à habitat très dispersé, selon la nouvelle grille communale de densité à 7 niveaux définie par l'Insee en 2022.
Elle est située hors unité urbaine. Par ailleurs la commune fait partie de l'aire d'attraction de Ruffec, dont elle est une commune de la couronne,. Cette aire, qui regroupe 30 communes, est catégorisée dans les aires de moins de 50 000 habitants,.

### Occupation des sols
L'occupation des sols de la commune, telle qu'elle ressort de la base de données européenne d’occupation biophysique des sols Corine Land Cover (CLC), est marquée par l'importance des territoires agricoles (83,5 % en 2018), en diminution par rapport à 1990 (84,7 %). La répartition détaillée en 2018 est la suivante : 
terres arables (74,7 %), forêts (14,6 %), zones agricoles hétérogènes (8,8 %), zones industrielles ou commerciales et réseaux de communication (1,9 %). L'évolution de l’occupation des sols de la commune et de ses infrastructures peut être observée sur les différentes représentations cartographiques du territoire : la carte de Cassini (XVIIIe siècle), la carte d'état-major (1820-1866) et les cartes ou photos aériennes de l'IGN pour la période actuelle (1950 à aujourd'hui).

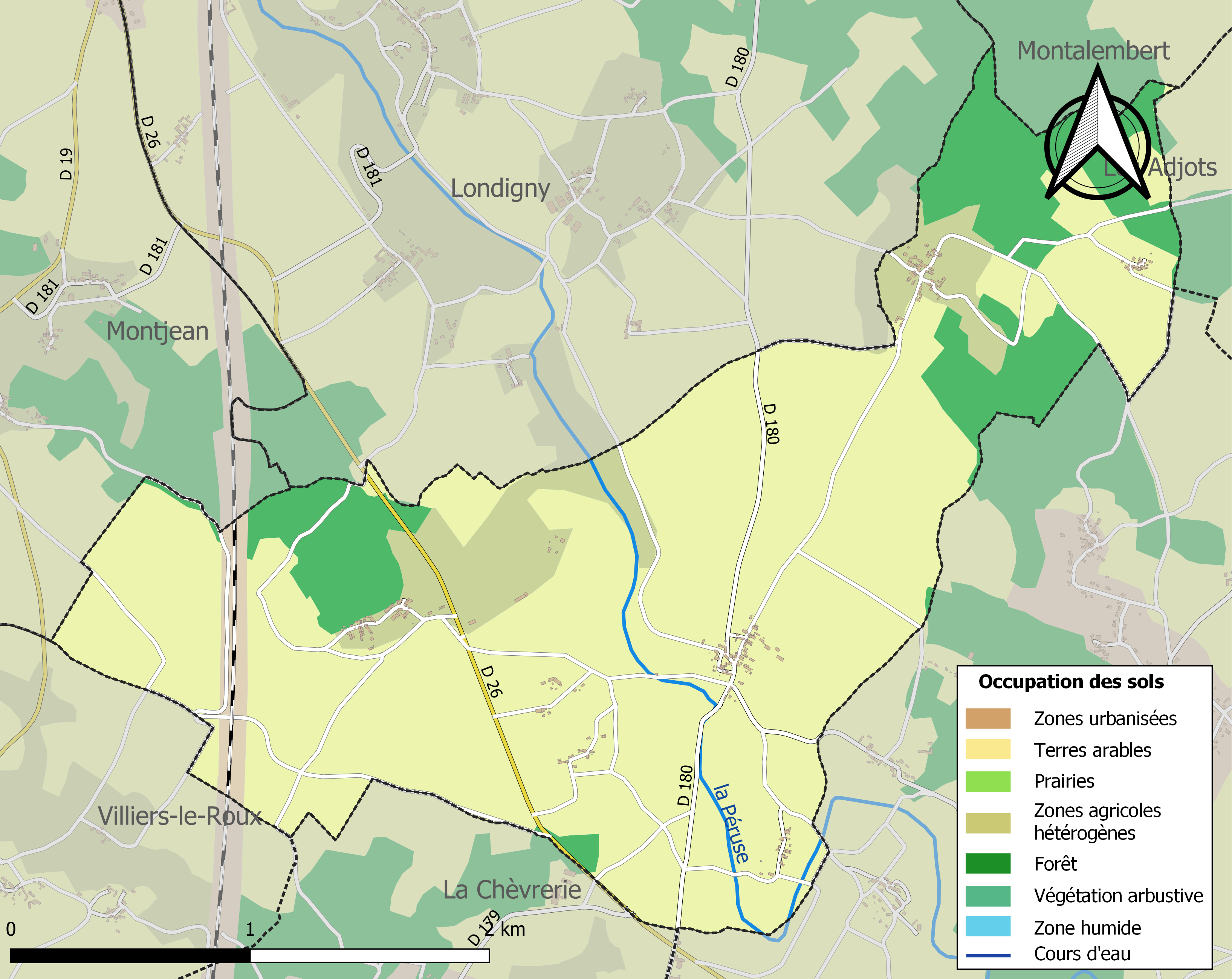
Carte des infrastructures et de l'occupation des sols de la commune en 2018 (CLC).

### Risques majeurs
Le territoire de la commune de Saint-Martin-du-Clocher est vulnérable à différents aléas naturels : météorologiques (tempête, orage, neige, grand froid, canicule ou sécheresse) et séisme (sismicité modérée). Un site publié par le BRGM permet d'évaluer simplement et rapidement les risques d'un bien localisé soit par son adresse soit par le numéro de sa parcelle.

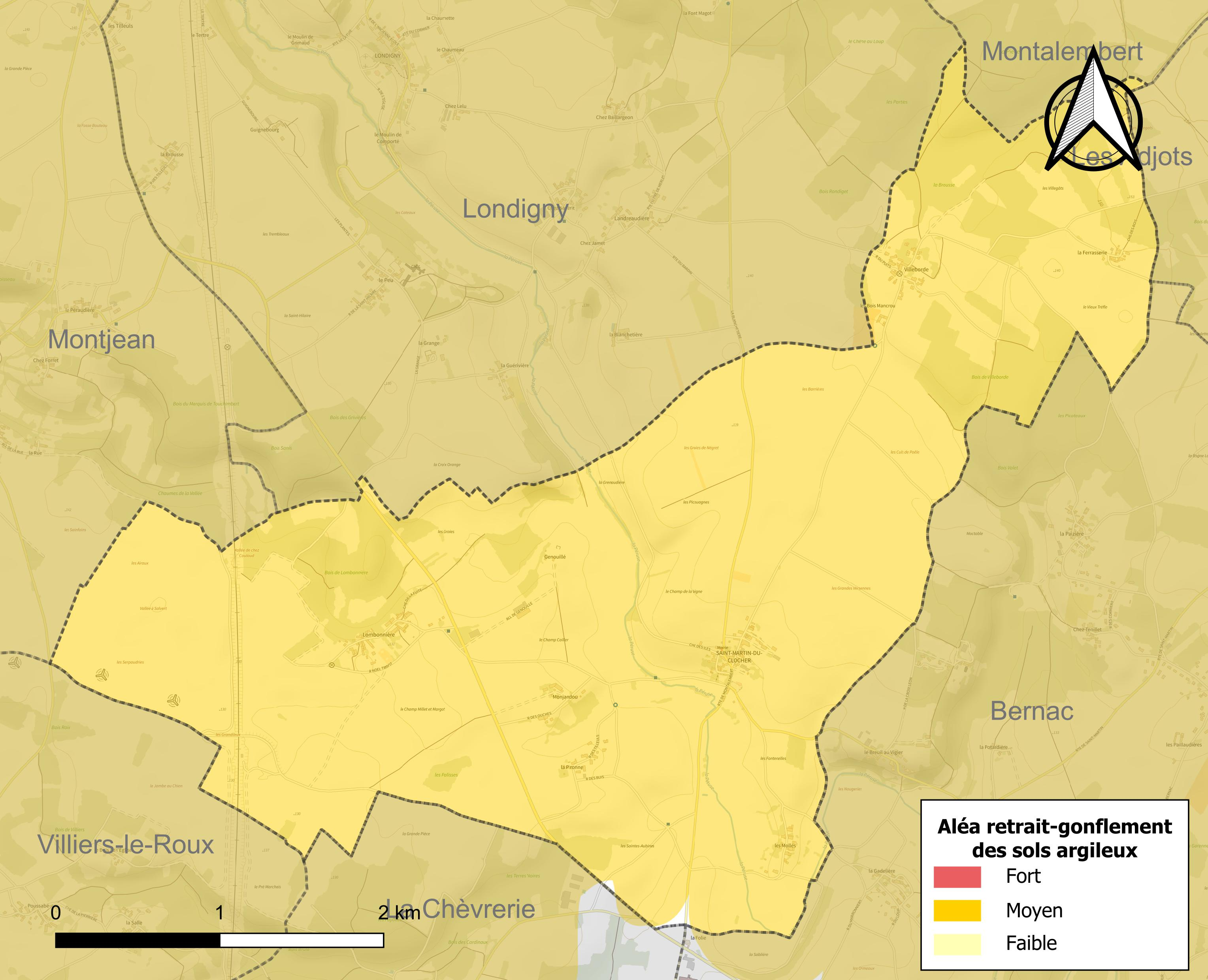
Carte des zones d'aléa retrait-gonflement des sols argileux de Saint-Martin-du-Clocher.

Le retrait-gonflement des sols argileux est susceptible d'engendrer des dommages importants aux bâtiments en cas d’alternance de périodes de sécheresse et de pluie. 99,9 % de la superficie communale est en aléa moyen ou fort (67,4 % au niveau départemental et 48,5 % au niveau national). Sur les 86 bâtiments dénombrés sur la commune en 2019, 86 sont en aléa moyen ou fort, soit 100 %, à comparer aux 81 % au niveau départemental et 54 % au niveau national. Une cartographie de l'exposition du territoire national au retrait gonflement des sols argileux est disponible sur le site du BRGM,.
Par ailleurs, afin de mieux appréhender le risque d’affaissement de terrain, l'inventaire national des cavités souterraines permet de localiser celles situées sur la commune.
La commune a été reconnue en état de catastrophe naturelle au titre des dommages causés par les inondations et coulées de boue survenues en 1982 et 1999. Concernant les mouvements de terrains, la commune a été reconnue en état de catastrophe naturelle au titre des dommages causés par des mouvements de terrain en 1999.

## Toponymie
Les formes anciennes sont Sanctus Martinus de Cortaldeira au XIe siècle, Sanctus Martinus de Clocherio en 1280.
Martin de Tours était évêque de Tours et apôtre des Gaules, mort en 397.
Cortaldeira, ou *Cordalaria, serait issu d'un nom d'homme "Courtaud" et suffixe -aria signifiant « domaine de Courtaud ». Clocherio est la forme latinisée du nom commun clocher,.
La commune a été créée Saint-Martin en 1793, avant de devenir Saint-Martin-du-Clocher en 1801.

## Histoire
La découverte en 1967 d'un sarcophage avec une plaque-boucle en bronze et une épingle, ainsi que deux sites à tegulae, atteste une occupation à l'époque romaine et au cours du haut Moyen Âge entre les Ve et IXe siècles.

## Administration
| Période                                  | Période  | Identité    | Étiquette | Qualité     |
| ---------------------------------------- | -------- | ----------- | --------- | ----------- |
| Les données manquantes sont à compléter. |          |             |           |             |
| depuis 1995                              | En cours | Joël Trouvé | SE        | Agriculteur |

En 2008 les élus de Saint-Martin-du-Clocher se sont fédérés à l'initiative des élus du Pays du Ruffécois avec 17 communes du Nord-Charente et 5 des Deux-Sèvres en une fédération qui demande des compensations aux nuisances que va leur apporter la LGV Sud Europe Atlantique.

## Démographie

### Évolution démographique
L'évolution du nombre d'habitants est connue à travers les recensements de la population effectués dans la commune depuis 1793. Pour les communes de moins de 10 000 habitants, une enquête de recensement portant sur toute la population est réalisée tous les cinq ans, les populations de référence des années intermédiaires étant quant à elles estimées par interpolation ou extrapolation. Pour la commune, le premier recensement exhaustif entrant dans le cadre du nouveau dispositif a été réalisé en 2008.

En 2022, la commune comptait 124 habitants, en stagnation par rapport à 2016 (Charente : −0,48 %, France hors Mayotte : +2,11 %).
| 1793 | 1800 | 1806 | 1821 | 1831 | 1841 | 1846 | 1851 | 1856 |
| ---- | ---- | ---- | ---- | ---- | ---- | ---- | ---- | ---- |
| 291  | 304  | 326  | 341  | 341  | 351  | 337  | 356  | 372  |

| 1861 | 1866 | 1872 | 1876 | 1881 | 1886 | 1891 | 1896 | 1901 |
| ---- | ---- | ---- | ---- | ---- | ---- | ---- | ---- | ---- |
| 349  | 362  | 292  | 297  | 302  | 328  | 303  | 299  | 286  |

| 1906 | 1911 | 1921 | 1926 | 1931 | 1936 | 1946 | 1954 | 1962 |
| ---- | ---- | ---- | ---- | ---- | ---- | ---- | ---- | ---- |
| 278  | 278  | 241  | 252  | 225  | 210  | 220  | 191  | 207  |

| 1968 | 1975 | 1982 | 1990 | 1999 | 2006 | 2008 | 2013 | 2018 |
| ---- | ---- | ---- | ---- | ---- | ---- | ---- | ---- | ---- |
| 188  | 136  | 137  | 131  | 139  | 134  | 132  | 129  | 123  |

| 2022 | - | - | - | - | - | - | - | - |
| ---- | - | - | - | - | - | - | - | - |
| 124  | - | - | - | - | - | - | - | - |

### Pyramide des âges
La population de la commune est relativement âgée.
En 2018, le taux de personnes d'un âge inférieur à 30 ans s'élève à 20,4 %, soit en dessous de la moyenne départementale (30,2 %). À l'inverse, le taux de personnes d'âge supérieur à 60 ans est de 36,6 % la même année, alors qu'il est de 32,3 % au niveau départemental.
En 2018, la commune comptait 59 hommes pour 64 femmes, soit un taux de 52,03 % de femmes, légèrement supérieur au taux départemental (51,59 %).
Les pyramides des âges de la commune et du département s'établissent comme suit.
| Hommes | Classe d’âge | Femmes |
| ------ | ------------ | ------ |
| 3,4    | 90 ou +      | 0,0    |
| 5,1    | 75-89 ans    | 3,1    |
| 39,0   | 60-74 ans    | 23,4   |
| 22,0   | 45-59 ans    | 31,3   |
| 16,9   | 30-44 ans    | 15,6   |
| 6,8    | 15-29 ans    | 14,1   |
| 6,8    | 0-14 ans     | 12,5   |

| Hommes | Classe d’âge | Femmes |
| ------ | ------------ | ------ |
| 1      | 90 ou +      | 2,7    |
| 9,2    | 75-89 ans    | 12     |
| 20,6   | 60-74 ans    | 21,3   |
| 20,7   | 45-59 ans    | 20,3   |
| 16,8   | 30-44 ans    | 16     |
| 15,6   | 15-29 ans    | 13,4   |
| 16,1   | 0-14 ans     | 14,3   |

## Économie
C'est une commune agricole qui compte un apiculteur, un bûcheron débardeur et huit exploitations agricoles, centrées sur les céréales et les oléoprotéagineux et l'élevage caprin et bovin.
Il y a quelques artisans, deux plombiers-couvreurs, un mécanicien, un chaudronnier-ferronnier et un forain en habillement.
Il n'y a pas de commerce.

## Équipements, services et vie locale
L'école a fermé en 1975 et tous les services sont à Ruffec à 6 km, ou à Villefagnan.
L'ancienne salle de classe accueille un Restaurant du Cœur charentais.

## Lieux et monuments

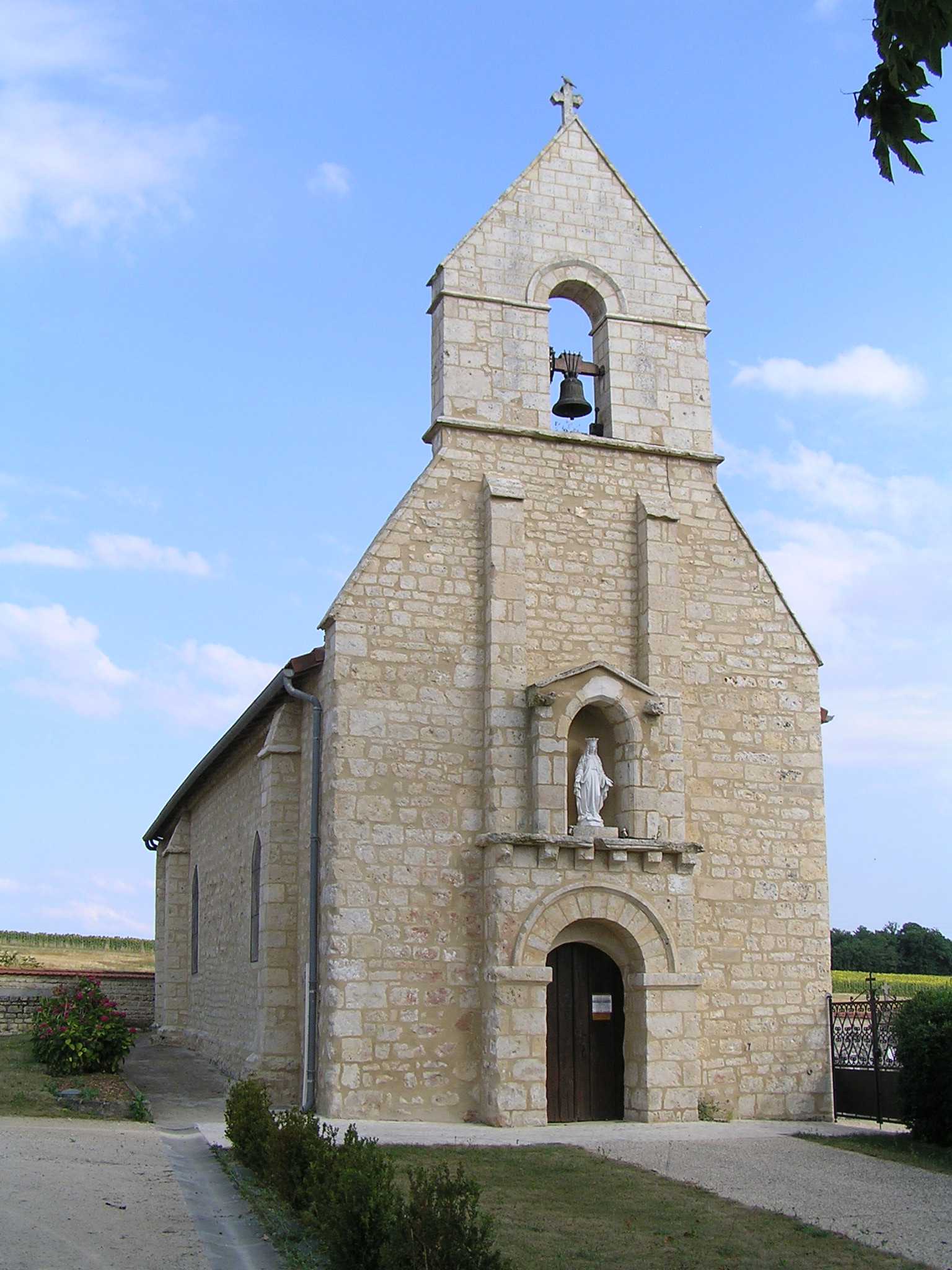
L'église Saint-Martin.

L'église paroissiale Saint-Martin qui date initialement du XIIe siècle, possède une cloche en bronze datant de 1693 avec l'inscription : 

« SIT NOMEN. DOMINI BENEDICTUM. JE SUIS POUR ST. MARTIN DU CLOCHER. 1693 B+S »

Cette cloche est classée au titre objet monument historique depuis 1944.
La commune comporte divers bâtiments, un lavoir, quelques fours à pain et un four à chaux.

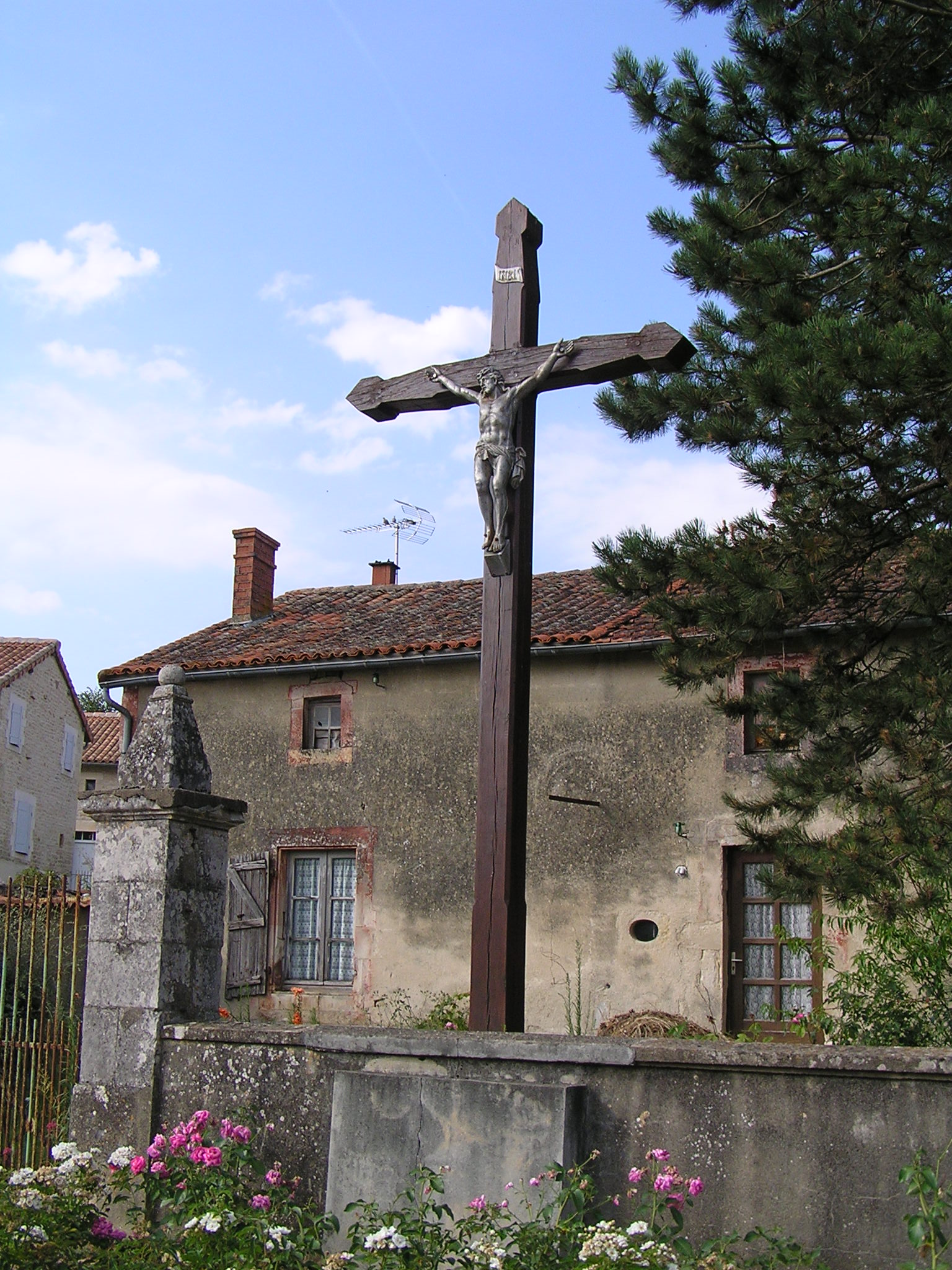
Croix.
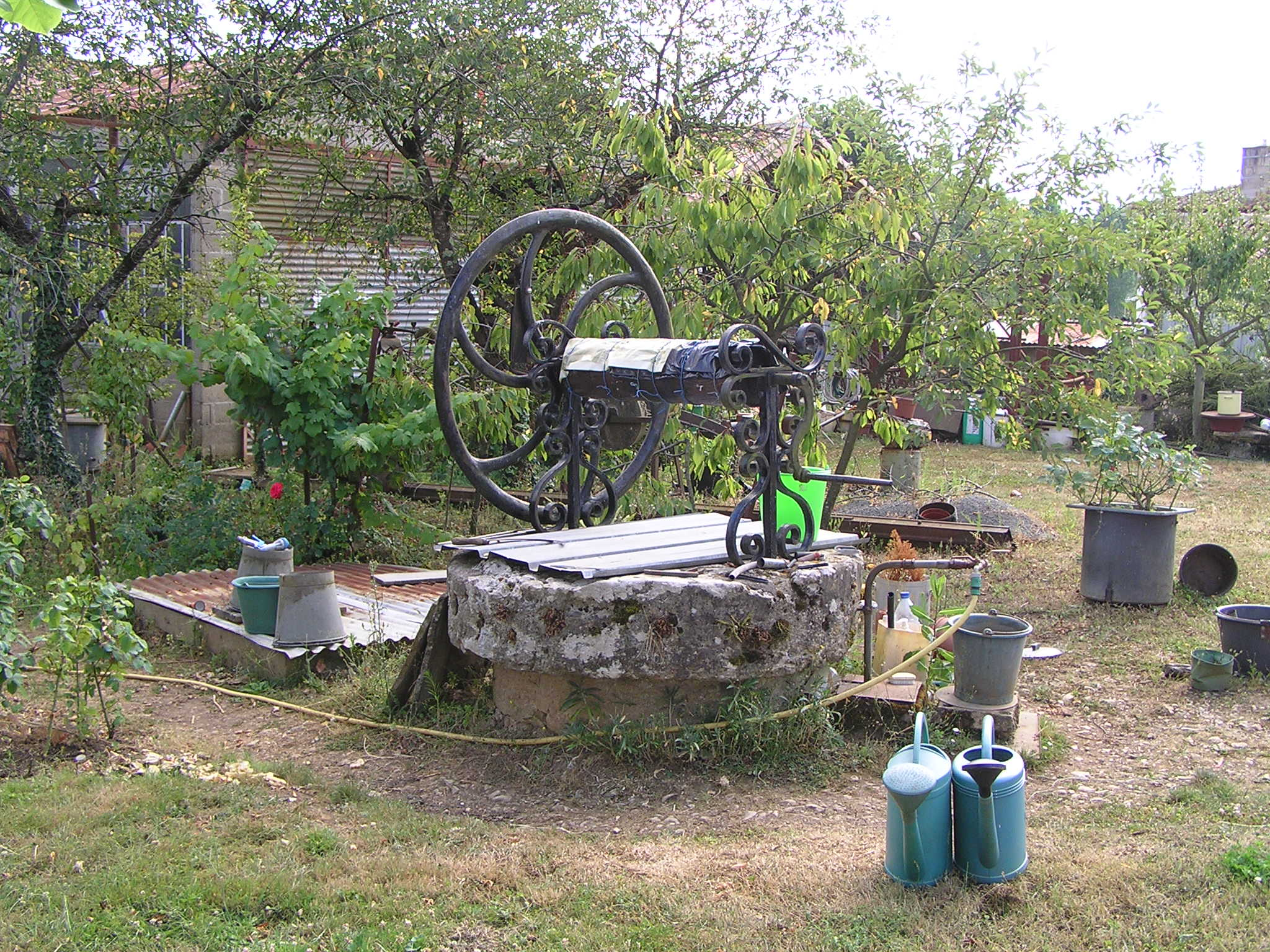
Puits.